# Dustin Cook
Dustin Cook (Ottawa, 11 febbraio 1989) è un ex sciatore alpino canadese.

## Biografia

### Stagioni 2005-2014
Dustin Cook, originario di Lac-Sainte-Marie, ha esordito nel Circo bianco l'11 dicembre 2004, disputando uno slalom speciale valido come gara FIS a Val Saint-Côme (49º); in Nor-Am Cup ha debuttato il 13 dicembre 2006 a Panorama in supergigante (22º) e ha conquistato il primo podio il 17 dicembre 2008 nella medesima località in slalom gigante (3º). Nel 2009 ha partecipato ai Mondiali juniores di Garmisch-Partenkirchen, ottenendo come miglior risultano il 9º posto nella discesa libera.
Nella successiva stagione 2009-2010 in Nor-Am Cup ha vinto la sua prima gara, il supergigante di Panorama del 17 dicembre, e ha conquistato il trofeo continentale. Ha esordito in Coppa del Mondo il 27 novembre 2010 a Lake Louise in discesa libera (60º) e ai Campionati mondiali a Schladming 2013, senza concludere la prova di slalom gigante; il 13 marzo 2014 ha conquistato l'ultima vittoria in Nor-Am Cup, a Nakiska in supergigante.

### Stagioni 2015-2020
Ai Mondiali di Vail/Beaver Creek 2015 ha vinto la medaglia d'argento nel supergigante ed è stato 12º nello slalom gigante; l'8 marzo dello stesso anno ha colto il suo primo podio in Coppa del Mondo, classificandosi 3º nel supergigante di Lillehammer Kvitfjell, e il 19 marzo l'unica vittoria, nonché secondo e ultimo podio, a Méribel nella medesima specialità. Il 2 gennaio 2017 ha conquistato l'ultimo podio in Nor-Am Cup, a Stowe Mountain/Spruce Peak in slalom gigante (3º), e ai successivi Mondiali di Sankt Moritz non ha completato la gara di supergigante.
Ai XXIII Giochi olimpici invernali di Pyeongchang 2018, sua unica presenza olimpica, si è classificato 32º nella discesa libera e 9º nel supergigante; l'anno dopo ai Mondiali di Åre 2019, suo congedo iridato, non ha completato il supergigante. Si è ritirato durante la stagione 2019-2020 e la sua ultima gara è stata il supergigante di Coppa del Mondo disputato in Val Gardena il 20 dicembre, chiuso da Cook al 40º posto.

## Palmarès

### Mondiali
- 1 medaglia:
  - 1 argento (supergigante a Vail/Beaver Creek 2015)

### Coppa del Mondo
- Miglior piazzamento in classifica generale: 30º nel 2015
- 2 podi:
  - 1 vittoria
  - 1 terzo posto

#### Coppa del Mondo - vittorie
| Data          | Località | Paese   | Specialità |
| ------------- | -------- | ------- | ---------- |
| 19 marzo 2015 | Méribel  | Francia | SG         |

Legenda:

SG = supergigante

### Nor-Am Cup
- Vincitore della Nor-Am Cup nel 2010
- Vincitore della classifica di supergigante nel 2010
- Vincitore della classifica di slalom gigante nel 2014
- 24 podi:
  - 6 vittorie
  - 10 secondi posti
  - 8 terzi posti

#### Nor-Am Cup - vittorie
| Data             | Località | Paese       | Specialità |
| ---------------- | -------- | ----------- | ---------- |
| 17 dicembre 2009 | Panorama | Canada      | SG         |
| 15 dicembre 2010 | Panorama | Canada      | GS         |
| 15 febbraio 2011 | Aspen    | Stati Uniti | DH         |
| 24 novembre 2013 | Loveland | Stati Uniti | GS         |
| 19 dicembre 2013 | Vail     | Stati Uniti | GS         |
| 13 marzo 2014    | Nakiska  | Canada      | SG         |

Legenda:

DH = discesa libera

SG = supergigante

GS = slalom gigante

### Campionati canadesi
- 4 medaglie[2]:
  - 2 argenti (supergigante nel 2011; slalom gigante nel 2017)
  - 2 bronzi (slalom gigante nel 2010; supergigante nel 2014)